# Veni, vidi, vici

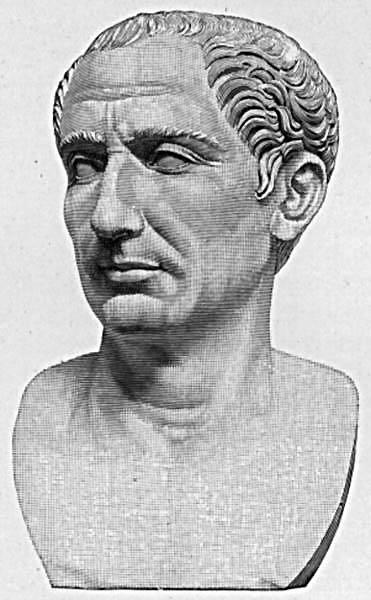
Julius Caesar

Vēnī, vīdī, vīcī (uitspraak in het klassiek Latijn: [ˈweːniː ˈwiːdiː ˈwiːkiː]; uitspraak in het Kerklatijn: [ˈveni ˈvidi ˈvitʃi]) (Ik kwam, ik zag, ik overwon) is een bekende Latijnse uitspraak van Julius Caesar, die hij deed in het jaar 47 v.Chr.
De uitspraak wordt vermeld in de Caesar-biografie van Suetonius en in die van Plutarchus.
Volgens Plutarchus schreef Caesar de woorden in een brief aan een vriend, een zekere Amantius, naar aanleiding van zijn overwinning op Pharnakes II (zoon van de beruchte Mithridates) van Pontus in de Slag bij Zela. Conrad Cichorius heeft voorgesteld om in Amantius de naam van Gaius Matius, een bekend correspondent van zowel Caesar als Cicero, te herkennen.
Volgens Suetonius zou Caesar een inscriptie met deze zegespreuk hebben laten meedragen in zijn triomftocht voor zijn overwinning op Pontus. Hiermee wenste hij te benadrukken dat hij amper vijf dagen nadat hij is aangekomen (veni) en vier uur nadat hij Pharnakes en zijn leger voor het eerst heeft gezien (vidi), reeds Pharnakes heeft overwonnen (vici).
Met deze allitererende, asyndetische climax (een tautogram) van drie tweeklanken (een tricolon) onderstreepte hij hoe eenvoudig, snel en vernietigend hij Pharnakes had verslagen.
De Franse dichter Victor Hugo werd door deze woorden geïnspireerd toen hij het gedicht je suis venu, j'ai vu, j'ai vécu schreef na het overlijden van zijn dochter.